# Ophrys spuria
Ophrys spuria là một loài thực vật có hoa trong họ Lan. Loài này được G.Keller ex Reinhard mô tả khoa học đầu tiên năm 1970.